# Palazzo dell'Eliseo
Il Palazzo dell'Eliseo (in francese: Palais de l'Élysée) è la residenza ufficiale del Presidente della Repubblica Francese. Si trova al 55 di rue du Faubourg-Saint-Honoré a Parigi, nell'VIII arrondissement.
Appartenuto alla celebre Madame de Pompadour, costituisce un notevole esempio di architettura e decorazione rococò.

## Storia e descrizione

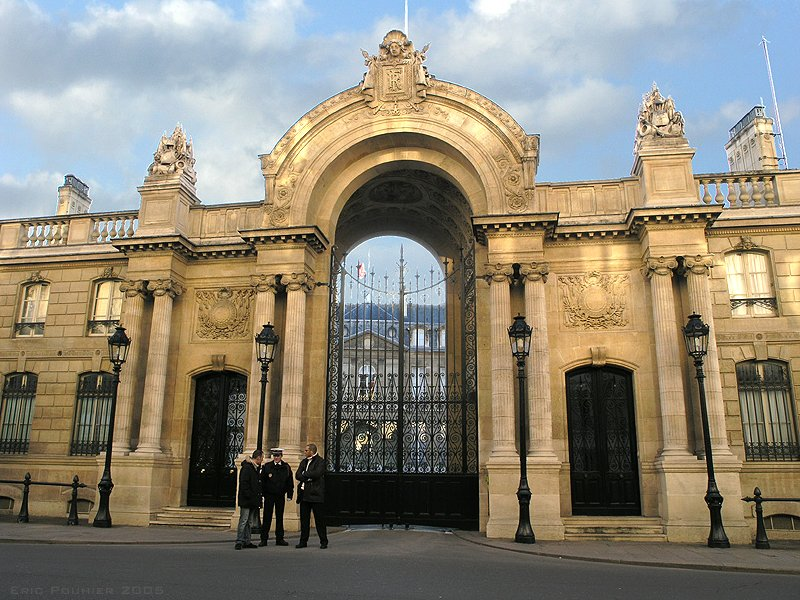
Il portale monumentale.

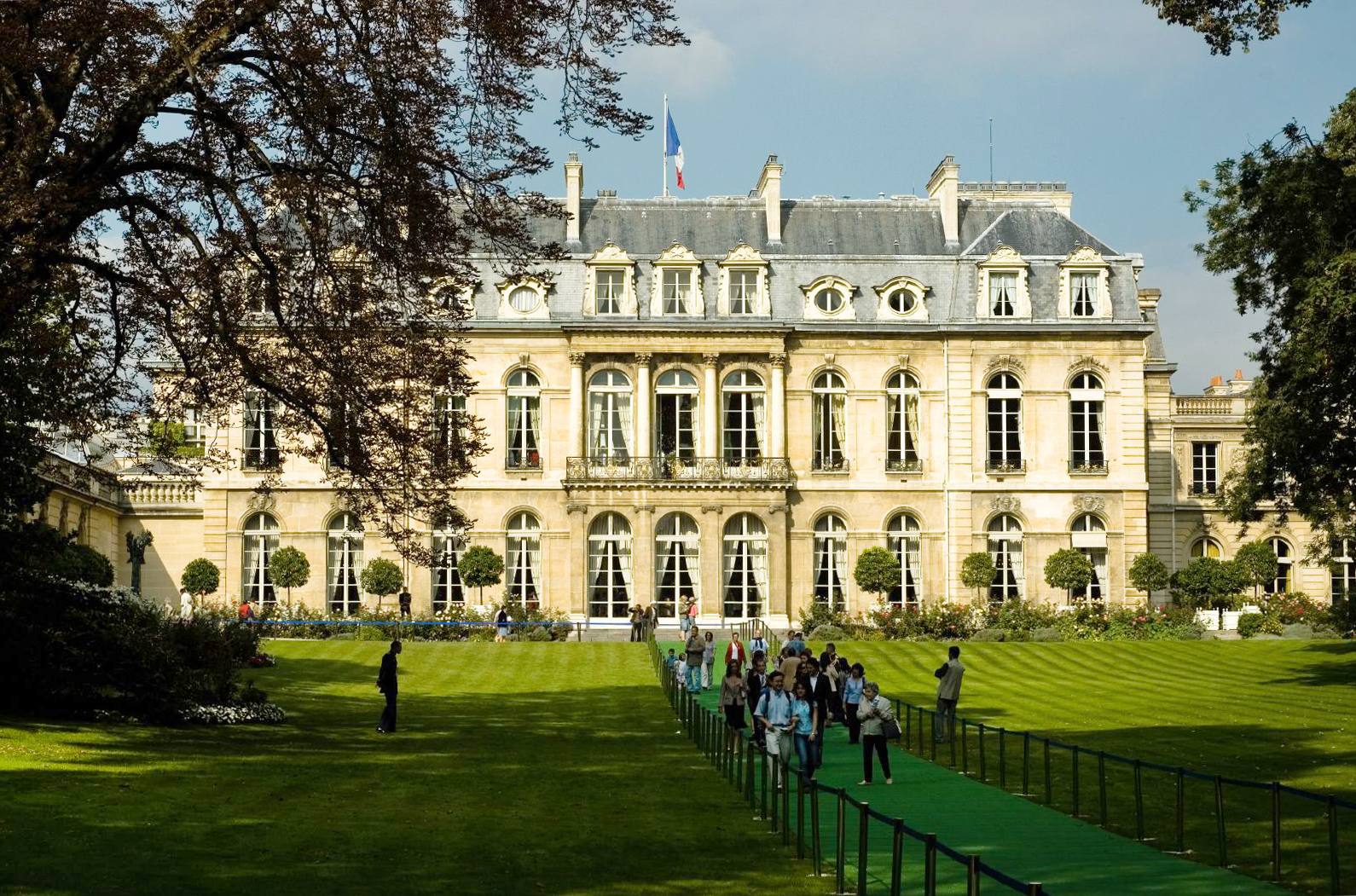
Il fronte verso il giardino

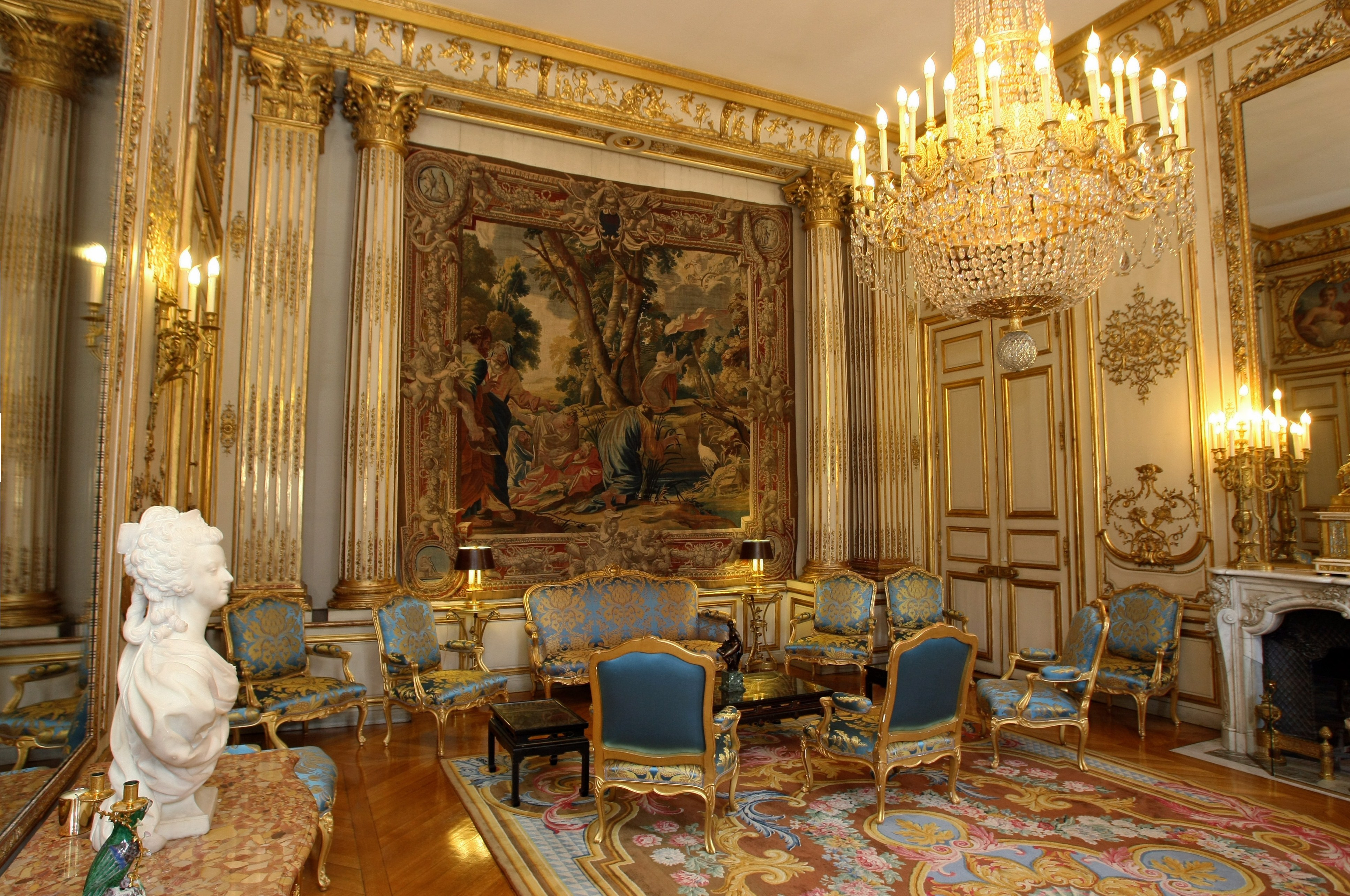
Il Salone Pompadour

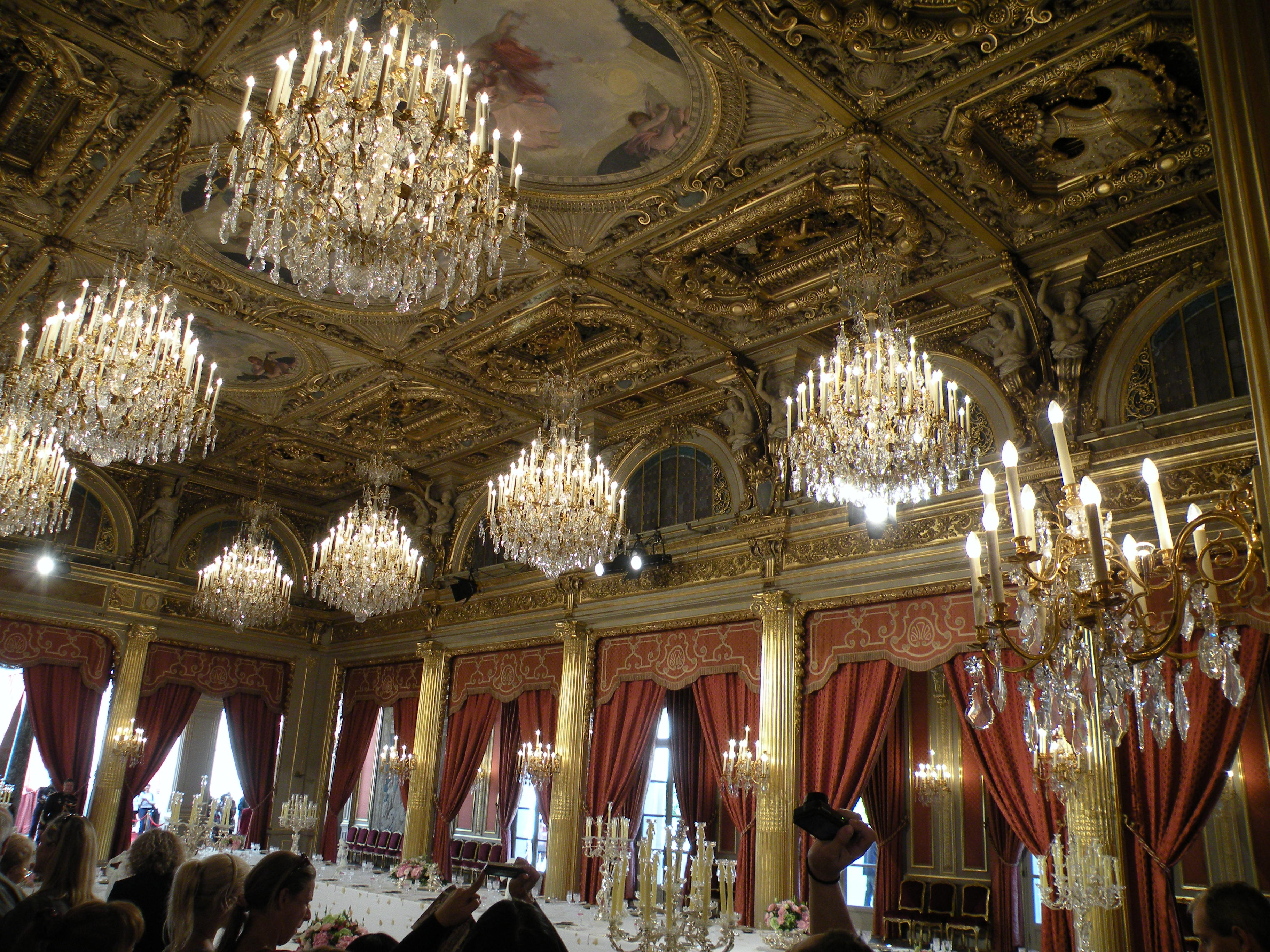
Il sontuoso Salone delle Feste

Imponente dimora signorile, sorse fra le modeste botteghe del faubourg Saint-Honoré. Venne edificato dall'architetto Armand-Claude Mollet fra il 1718 e il 1720 per Louis Henri de La Tour d'Auvergne, conte d'Évreux. Il complesso venne concepito, secondo il gusto del tempo, sul tipico impianto dell'Hôtel particulier: palazzo inserito lungo un asse trasversale dove sul davanti si apre la corte d'onore e, dietro, i giardini. Ne rappresenta uno dei migliori esempi.
Sulla via un grande portale monumentale a colonne ioniche binate immette nella corte semicircolare cinta da arcate sormontate da balaustra. In fondo si erge il palazzo, a due piani, ai cui lati si aprono due piccoli cortili usati dai servitori e fornitori per i lavori domestici. All'interno si accede per un vestibolo, che immette al piano terra, secondo l'uso del tempo destinato alla ricezione, e in seguito al primo piano, destinato alla famiglia nobile e ad accogliere i più intimi.
Vista l'ingente spesa della costruzione, il conte decise di allestire solo il pian terreno, che venne decorato fra il 1720 e il 1722 dal successore, i Mollet, Jules Michel Alexandre Hardouin. Costituisce un bell'esempio dello stile "Reggenza" improntato sulle boiserie a motivi floreali e belle sovrapporte scolpite, realizzate da Michel Lange.
Nel 1753 il palazzo venne acquistato per 730 000 lire dal re Luigi XV, il quale, il 24 dicembre dello stesso anno, ne fece dono alla sua favorita Madame de Pompadour, destando l'ammirazione della corte di Versailles per questo luogo, allora alle porte di Parigi.
Madame de Pompadour, sostenuta dal re, intraprese numerose trasformazioni atte a decorare gli ambienti con ricche boiserie in bianco-oro tipiche dello stile rococò del quale sarà la grande promotrice. Incarica il suo architetto preferito, Lassurance, di costruire una scala d'onore, di allestire il primo piano e di organizzarvi una sontuosa Camera da letto, la grande alcôve. A Verbreck è dato l'incarico delle sculture, a Charles-André van Loo, François Boucher e Dubois le pitture di medaglioni e pannelli. Grande donna, colta e raffinata, la marchesa sceglierà di persona le stoffe, i motivi decorativi, i marmi, gli arazzi di Gobelins, i lampadari in cristalli di Boemia come pure i servizi da tavola, gli orologi, ecc. facendo della residenza un grande esempio dello stile rococò.
Lo sfarzo si manifesta anche all'esterno nei giardini, guarniti di portici, labirinti, cascate e anche di una grotta dorata, che secondo le tendenze del tempo, ispirate dalle celebri scene favolistico-campestri del grande pittore Watteau, si amava distrarsi in giochi pastorali; una sorta di retour à la nature.
Il 15 novembre 1757, all'età di 36 anni, la Marchesa nominò suo fratello, il Marchese di Marigny, suo erede universale. Ma alla sua morte, il 15 aprile 1764, il re destinò il palazzo agli Ambasciatori. Tutto il mobilio, con le opere d'arte, venne venduto e il parco notevolmente ridotto, destinato in parte ad aumentare la Promenade degli Champs-Élysées.
Nel 1773 venne acquistato dal banchiere Nicolas Beaujon e nel 1783 passò alla duchessa Batilde di Borbone-Orléans, ultima proprietaria della residenza. Durante la Rivoluzione francese, divenuto proprietà pubblica, il palazzo fu abitato da Carolina Bonaparte e poi dall'imperatrice Giuseppina di Beauharnais. Il 22 giugno 1815 Napoleone vi firmò l'atto di abdicazione.
Il nome, risalente alla fine del Settecento (prima il palazzo era detto Hôtel de Bourbon, dall'ultima abitante), molto presumibilmente è dovuto alla splendida passeggiata che costeggiava l'ampio giardino alla francese e il palazzo medesimo.
Dal 1873 è la residenza ufficiale del Presidente della Repubblica francese.

## Il Palazzo dell'Eliseo in cifre

Palais de l'Élysée, Paris.

L'area sfruttata del sito è di 11179 m², di cui 300 m² di appartamenti privati, 365 camere (di cui 90 sotterranee), mentre il parco ha una superficie di 1,5 ettari. Vi sono piantate un centinaio di specie diverse, in particolare dei platani risalenti a prima del 1789, di cui uno ha raggiunto un'altezza record di 40 metri.
- Poco più di 800 persone lavorano all'Eliseo, un centinaio assegnato alla corrispondenza (ricevimento tra 1 500 e 2 000 lettere al giorno) e 350 militari.
- Numero di orologi: 320, un orologiaio in guanti bianchi viene ogni martedì mattina prima del Consiglio dei Ministri.
- Numero di mobili: 2000 mobili di pregio tra cui 200 arazzi, 6 000 pezzi d'argenteria e 3 000 pezzi di vetreria di Baccarat.
- Flotta di 75 vetture, in aggiunta a quelle del Presidente della Repubblica (Raymond Poincaré è stato il primo presidente a utilizzare per il corteo presidenziale una vettura ufficiale nel 1913, la coupé de ville Panhard & Levassor).
- Numeri di entrate: 6. L'indirizzo ufficiale è No. 55 Rue du Faubourg Saint-Honoré, cui può essere inviata la corrispondenza, che corrisponde alla veranda e alla loggia del portiere.

Il bilancio del 2014 è stato poco inferiore ai 100 milioni di euro.